# Altenwaldeck
Die Burg Altenwaldeck ist eine abgegangene Höhenburg auf 600 m ü. NN am Auer Berg bei Niklasreuth in der Gemeinde Irschenberg im Bereich der Grenze zur Gemeinde Bad Feilnbach in Bayern. Die Anlage wird als Bodendenkmal unter der Aktennummer D-1-8237-0002 als „Burgstall des hohen und späten Mittelalters (‚Altenwaldeck‘)“ geführt. 

## Geschichte
Die Burg Altenwaldeck dürfte der Stammsitz der Herren von Waldeck gewesen sein, die mit ihrer Herrschaft Waldeck im 15. Jahrhundert reichsunmittelbar wurden. 
Über den Ursprung der Spornburg gibt es keine urkundlichen Nachweise, doch werden immer wieder die Gründer des Klosters Schliersee (779) mit den Waldeckern in Verbindung gebracht.
Die ursprünglich Waldeck genannte Burg erschien bereits im 13. Jahrhundert unter dem noch heute geläufigen Namen. Neben Altenwaldeck besaß die Familie noch weitere Sitze in Parsberg, Hohenwaldeck, Miesbach, Wallenburg und Höllenstein (Holnstein) oberhalb von Brannenburg. 
1497 kam Altenwaldeck durch Erbgang an die Familie Seyboltsdorf, nach der sie zeitweise den Namen Seyboltsburg erhielt. 1603 gelangte die Burg in bürgerlichen Besitz und wurde der Überlieferung nach als Steinbruch für den Bau der nahen Kirche von Au bei Bad Aibling benutzt.

## Lage und heutige Situation
Der Burgstall zeigt nur wenige Mauerreste, so etwa die Grundmauern der Hauptburg. Das Wall- und Grabensystem ist ebenfalls noch zu erkennen. 

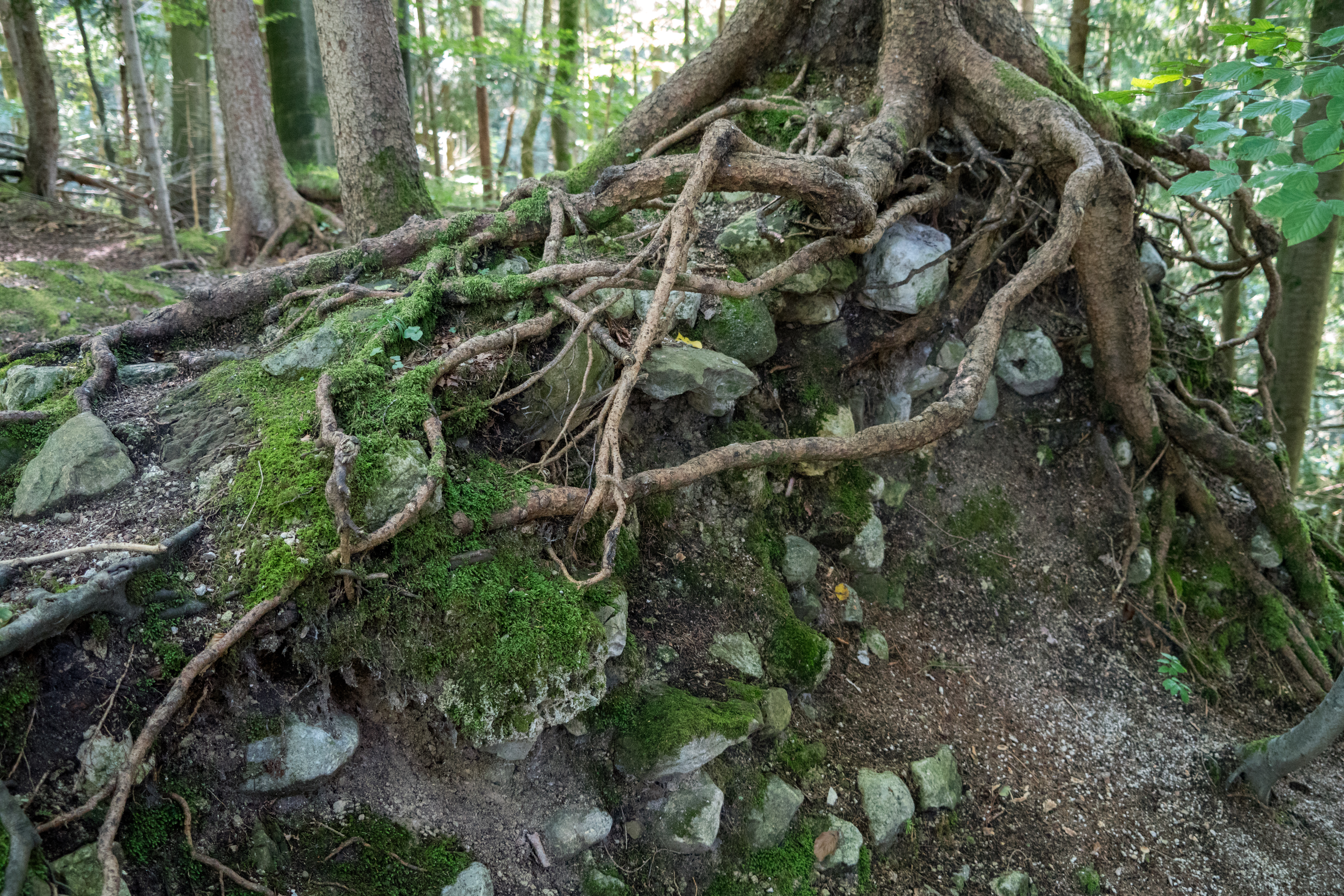
Überwachsene Mauerreste
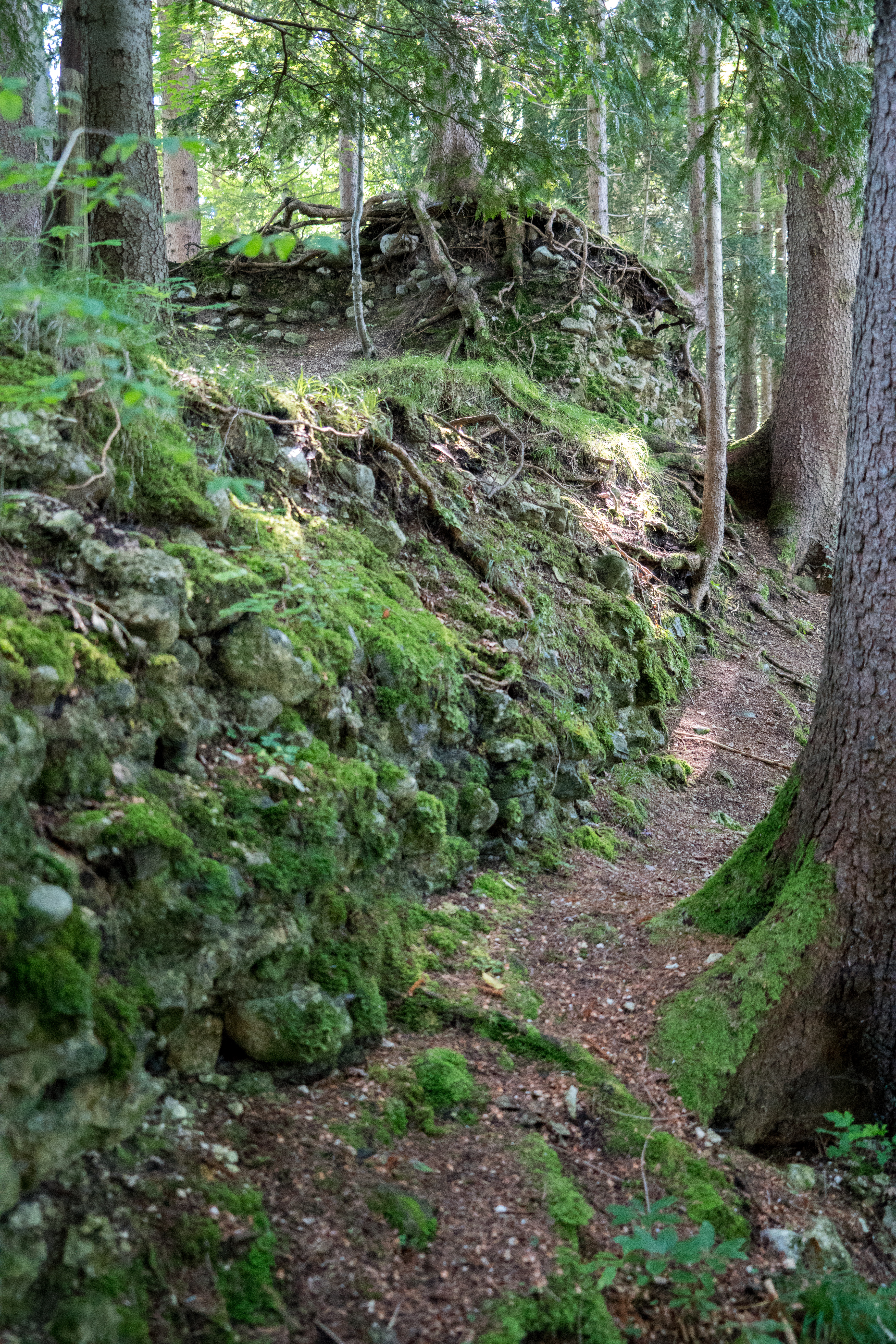
Mauerreste

Der Burgstall ist durch einen Wanderweg erschlossen und liegt östlich unterhalb von Niklasreuth bzw. von Aschbach und westlich oberhalb von Au bei Bad Aibling auf einem Bergsporn.